# Herminia centralis
Herminia centralis là một loài bướm đêm trong họ Noctuidae.